# CTB 1
Rémanent de supernova
Source astrophysique de rayons X
Source astrophysique de rayons gamma (d)
CTB 1, également connu sous le nom de nébuleuse Medulla, est un rémanent de supernova situé dans la constellation de Cassiopée. Il se serait formé il y a environ 10 000 ans.